# لويز جونز
لويز جونز (بالإنجليزية: Louise Jones) هي دراجة بريطانية، ولدت في 8 يونيو 1963 في المملكة المتحدة.

## وصلات خارجية
- لويز جونز على موقع أرشيف الدراجات (الإنجليزية)
- لويز جونز على موقع إحصائيات الدراجات الإحترافية (الإنجليزية)
- لويز جونز على موقع اللجنة الأولمبية الدولية (الإنجليزية)
- لويز جونز على موقع أوليمبيديا (الإنجليزية)
- لويز جونز على موقع اللجنة الأولمبية البريطانية (الإنجليزية)